# Соска

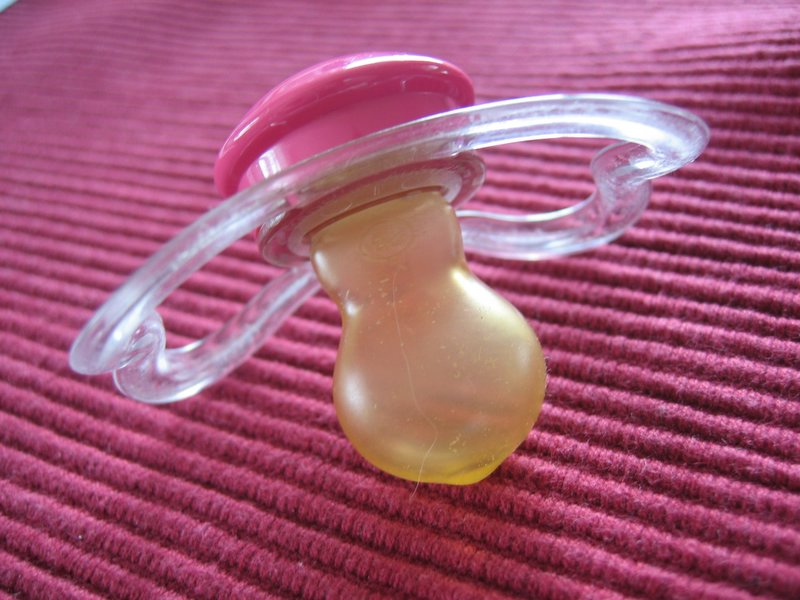
Соска-пустышка

Соска (также соска-пустышка) — предмет, служащий для удовлетворения потребности младенца в сосании. В современном виде она состоит из трёх частей: резиновый или силиконовый сосок, насадка и ручка.
В широком смысле, слово «соска» обозначает любой имитирующий сосок предмет, предназначенный для удовлетворения сосательного рефлекса и/или кормления (например, мягкую часть бутылочки для кормления).

## История

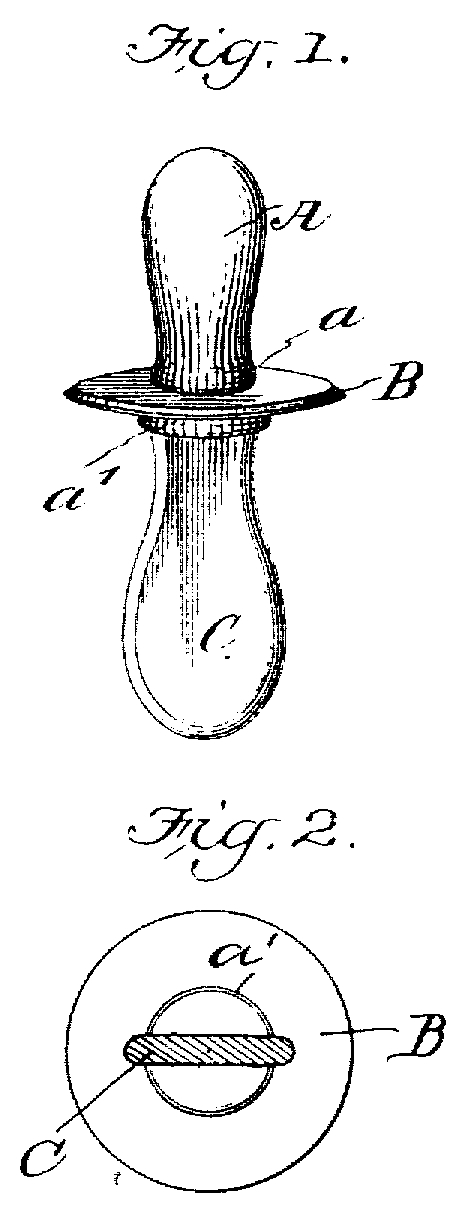
Соска, 1900 г.

Древние соски представляли собой кусочек кожи животного. Соски появились в современной форме около 1900 г., когда впервые были запатентованы в США как «baby comforter».

## Выбор соски (пустышки) и правила использования
Для здоровья зубов и общего физического здоровья ребёнка лучше вообще не использовать пустышку или бутылочную соску (см. о вреде соски ниже), но если всё же они используются, то ниже правила:
- Выберите цельную пустышку, которая не развалится на две части, и ребёнок не подавится оторвавшимся куском. Кроме того, она должна легко мыться.
- Кружок соски должен иметь вентиляционные отверстия. Он не должен быть очень большим, чтобы не закрывать носовые ходы, когда ребёнок втягивает соску во время интенсивного сосания.
- Размер соски должен соответствовать возрасту ребёнка. Для первых месяцев подойдут соски меньшего размера, короткие, — специальные соски для новорожденных.
- Выпускаются пустышки с пузырями самой разной формы. Некоторые из них круглые, как соски для бутылочек. Другие имитируют вытянутый и сплющенный с боков во время сосания сосок. Не все пустышки удобны для младенцев, пустышки особой формы могут неправильно повернуться во время сосания, или их можно неправильно вставить. Некоторые изготовители рекламируют свои изделия как безопасные для развития зубов, но это сомнительно. Испробуйте пустышки разной формы, и пусть ребёнок сам выберет.
- Не привязывайте к соске тесёмку или ленточку для надевания на шею, не прикрепляйте соску на тесёмке булавкой к одежде ребёнка — это чревато удушением. Возможно, детей вообще нельзя оставлять без присмотра, если у них во рту что-то есть.
- Не надо делать самодельных пустышек из сосок для бутылочек и набивать их ватой: ребёнок может засосать её из дырочки в соске.
- Не следует подслащивать соску, окуная её в мед или сироп. Это может повредить зубам и ЖКТ маленького ребёнка[2]. Мёд вообще нельзя давать детям до года, так как это может закончиться ботулизмом, что может привести к смерти ребёнка до года.
- Содержать в чистоте, стерилизовать и хранить в специальной баночке.
- Не облизывать (часто матери облизывают пустышку после её падения на пол или загрязнения, считая, что это заменяет стерилизацию), кариесогенные бактерии изо рта взрослого могут привести к развитию кариеса у ребёнка, а чем позже произойдёт развитие кариеса у ребёнка, тем лучше, так как течение кариеса тем легче.
- Пустышка, как правило, состоит из трёх частей: резиновой соски без дырочки, кружочка, ограничивающего глубину погружения соски в рот, и пластмассового фиксатора. Внутренний конец фиксатора иногда выступает за кружочек и часто травмирует ребёнку десны. Настоятельно рекомендуется фиксатор удалять[3].

## Проблемы использования
- Соски мешают грудному вскармливанию, особенно если были введены в течение первых 6 недель.
- Могут вызывать неправильное формирование прикуса, что в свою очередь может привести к логопедическим проблемам, неправильной работе ЖКТ и хроническому храпу[4].

## Мнения педиатров о соске
Соска-пустышка или палец: что лучше?
Мы голосуем за палец. Его легко отыскать среди ночи, он не падает на пол, он вкуснее, когда ребёнку хочется сосать, у него есть что. Соски теряются, пачкаются, они постоянно падают на пол. Противники сосания пальца могут сказать, что, отучая ребёнка от соски, легче потерять её, чем палец. Действительно, интенсивное сосание пальца в течение трёх-четырёх лет может привести к неправильному росту зубов. Родители крошечных сосальщиков пальцев, не спешите подыскивать им врача-ортодонта. Все дети какое-то время сосут палец. Большинство благополучно минует этот этап, и если инстинкт сосания был удовлетворён в младенчестве, привычка сосать палец забывается. (…)

Наш совет: в первые недели во рту у ребёнка должен быть только мамин сосок. Если ваш ребёнок действительно нуждается в соске, пользуйтесь ею, но не злоупотребляйте, и старайтесь побыстрее избавиться от неё. — У. и М. Серз. «Ваш ребёнок».

Очень интересная штука, позволяющая ребёнку удовлетворять свой сосательный рефлекс и не мешать при этом маме. Штука интересная, но совсем не обязательная — не хочет, и не надо, можно даже сказать так: не хочет, ну и очень хорошо. (…)

При любых проблемах с количеством материнского молока применение пустышки нежелательно— Е. Комаровский. «Здоровье ребёнка и здравый смысл его родственников».

## Примечание
1. ↑  Design Patent number D33,212 Архивная копия от 24 февраля 2009 на Wayback Machine C.W.Meinecke Sep 18 1900
2. ↑  У. и М. Серз. «Ваш ребёнок».
3. ↑  Е. Комаровский. «Здоровье ребёнка и здравый смысл его родственников».
4. ↑  Жизнь детишек без пустышек. Дата обращения: 8 марта 2009. Архивировано 26 декабря 2008 года.